# Park (Film)
Park (zu deutsch „Der Park“) ist der Titel eines estnischen Cut-Out-Animationsfilms in Farbe aus dem Jahr 1966.

## Handlung
Die Menschen spazieren jeden Tag gut gelaunt durch einen schönen, naturbelassenen Park. Dadurch hat sich mit der Zeit ein Weg gebildet, der von allen gern benutzt wird. Dieser Wildwuchs ist den städtischen Bürokraten ein Dorn im Auge. Sie legen daher einen neuen, künstlichen Weg an, den sie mit großem Pomp eröffnen. Aber die neue Wegeplanung geht vollkommen an den Bedürfnissen der Parkbenutzer vorbei.
Natürlich halten sich die Spaziergänger nicht an die vorgegebene Route; sie folgen weiterhin dem alten Trampelpfad. Durch immer neue Verbote, Hinweisschilder, Stacheldraht, neue Planungen und Aufklärungskampagnen versucht die Verwaltung dennoch, ihren administrativen Willen durchzusetzen.
Natürlich ist alles vergebens. Die Natur des Menschen und alte Gewohnheiten kann keine Verwaltung dauerhaft ändern...

## Regisseur
Regisseur der fröhlich gemachten Satire auf lebensfremde Bürokratie und staatliche Planung war Elbert Tuganov (1920–2007). Nach seinen frühen Filmen für Schulkinder wandte sich Tuganov mit Just nii (1963) und Park in den 1960er Jahren immer mehr Filmen für ein erwachsenes Publikum zu. Sein kritischer Unterton gegen die Sowjetbürokratie wurde, wenn auch moderat, stärker spürbar.